# 哈尔科夫圣母升天主教座堂

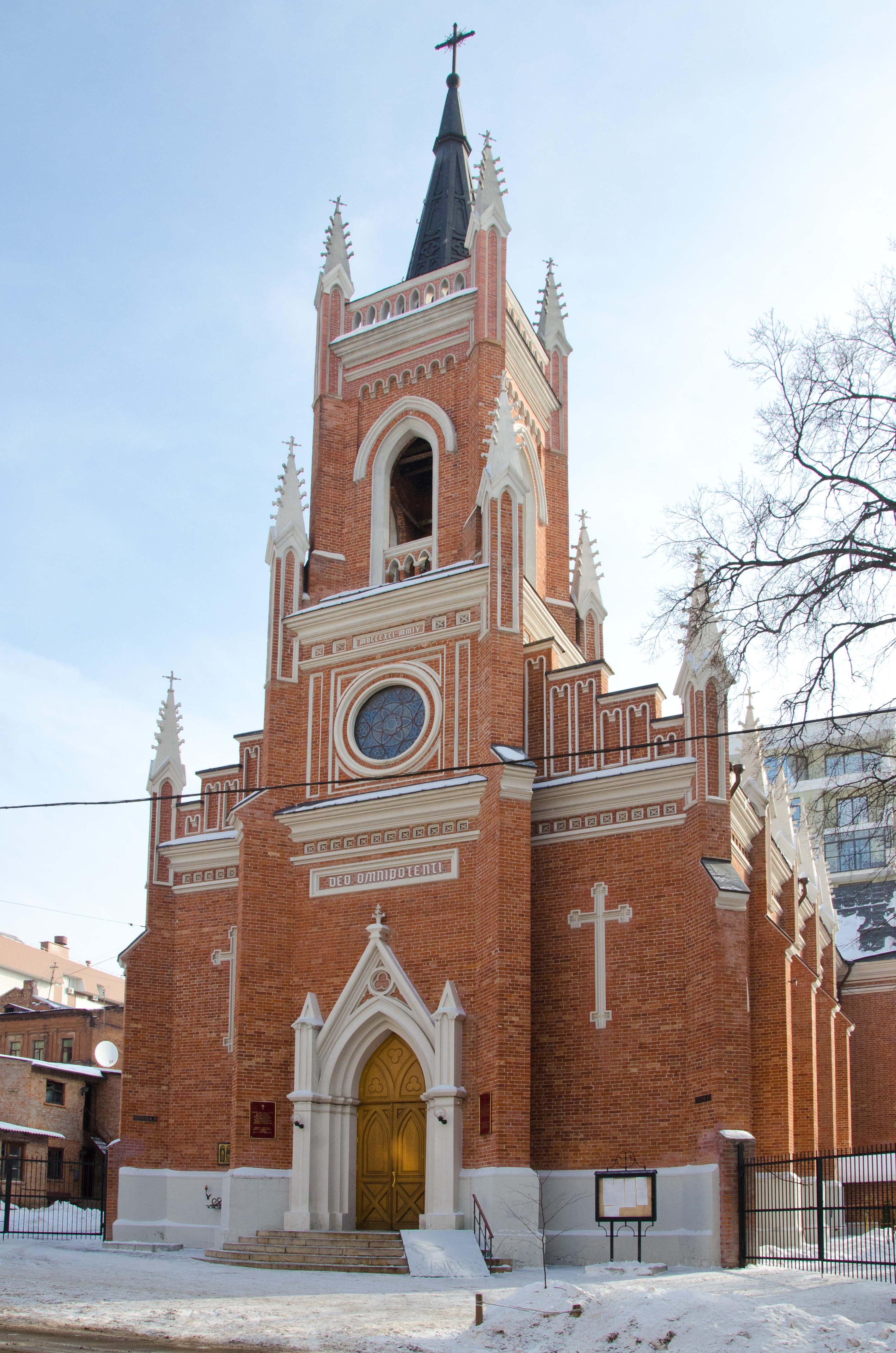

哈尔科夫圣母升天主教座堂 (乌克兰语 Собор Успіння Пресвятої Діви Марії у Харкові) ，位于乌克兰哈尔科夫，是一座新哥特式风格的罗马天主教主教座堂，兴建于1887-1892年。 
1930年代，教堂关闭，改为世俗用途。1992年归还教会。2002年成为新成立的天主教哈尔科夫-扎波罗热教区的主教座堂。 